# Plantat de Pins
Plantat de Pins és un bosc del Pallars Jussà situat en el terme municipal de Conca de Dalt, al Pallars Jussà, dins del territori de l'antic terme de Claverol, a prop del que fou el límit amb el d'Aramunt. Pertany a l'àmbit del poble de Sant Martí de Canals.
Està situat al sud-est de l'antic terme de Claverol, al sud-oest de Sant Martí de Canals. És al nord del Serrat de Narçà, a l'esquerra del barranc de Miret i a llevant de la partida denominada també Miret.